# Vicq (Yvelines)
Vicq település Franciaországban, Yvelines megyében. Lakosainak száma 391 fő (2022. január 1.). Vicq Auteuil, Beynes, Boissy-sans-Avoir, Méré, Neauphle-le-Vieux és Saulx-Marchais községekkel határos.

## Népesség
A település népessége az elmúlt években az alábbi módon változott:
| Lakosok száma | 334  | 381  | 384  | 398  | 387  | 377  | 366  | 381  | 391  |
|               | 2013 | 2015 | 2016 | 2017 | 2018 | 2019 | 2020 | 2021 | 2022 |